# 阿尔尚市镇
阿尔尚市镇（俄语：Аршанское муниципальное образование）是俄罗斯联邦伊尔库茨克州图伦区所属的一个市镇。其下辖有1个居民点，行政中心为阿尔尚。据2016年统计，该市镇的人口为285人。